# 路德維希·薩爾瓦多 (奧地利-托斯卡納)
奧地利-薩爾瓦多的路德維希·薩爾瓦多（德語：Ludwig Salvator von Österreich-Toskana，1847年8月4日—1915年10月12日），托斯卡納大公利奧波多二世的第三子。
路德維希·薩爾瓦多終身未婚，1915年於波希米亞去世，享年68歲。